# Lajos Biró
Lajos Bíró, nato Lajos Blau (Nagyvárad, 22 agosto 1880 – Londra, 9 settembre 1948) è stato uno scrittore ungherese che lavorò per l'industria cinematografica inglese e americana dagli anni venti. Usò anche il nome Ludwig Biro.

## Biografia
Nacque a Nagyvárad, Austria-Ungheria (ora Oradea, Romania) ma si trasferì presto nel Regno Unito dove, grazie al produttore Alexander Korda, ottenne un contratto con la London Film Productions, realizzando adattamenti cinematografici di romanzi di successo così come sceneggiature originali.
Morì a Londra il 9 settembre 1948 a seguito di un attacco di cuore.
Nel 1929 ottenne la nomination al premio Oscar per il film Crepuscolo di gloria (The Last Command), ma il premio andò a Ben Hecht per il film Le notti di Chicago (Underworld), l'unico altro concorrente in questa categoria.

## Filmografia parziale
- Sua Maestà il re degli straccioni (1920)
- A Vanished World (1922)
- Tragedy in the House of Habsburg (1924)
- Forbidden Paradise, regia di Ernst Lubitsch - lavoro teatrale (1924)
- Eve's Secret, regia di Clarence G. Badger  - lavoro teatrale (1925)
- Don Juan's 3 Nights, regia di John Francis Dillon - romanzo (1926)
- Nel gorgo del peccato (The Way of All Flesh), regia di Victor Fleming - sceneggiatura (1927)
- Eine Dubarry von heute, regia di Alexander Korda (1927)
- Crepuscolo di gloria (The Last Command) (1928)
- Giglio imperiale (Yellow Lily), regia di Alexander Korda (1928)
- L'incrociatore Lafayette (Night Watch), regia di Alexander Korda (1928)
- Ludwig der Zweite, König von Bayern, regia di Wilhelm Dieterle (1930)
- Il bel contrabbandiere (Women Everywhere), regia di Alexander Korda (1930)
- Michael and Mary (1931)
- Strange Evidence, regia di Robert Milton (1933)
- Le sei mogli di Enrico VIII (The Private Life of Henry VIII), regia di Alexander Korda (1933)
- La grande Caterina (The Rise of Catherine the Great), regia di Paul Czinner (1935)
- Le ultime avventure di Don Giovanni (The Private Life of Don Juan), regia di Alexander Korda (1934)
- La Primula Rossa (The Scarlet Pimpernel), regia di Harold Young (1934)
- Bozambo, il gigante nero (Sanders of the River), regia di Zoltán Korda (1935)
- Il fantasma galante (The Ghost Goes West), regia di René Clair (1935)
- L'arte e gli amori di Rembrandt (Rembrandt), regia di Alexander Korda (1936)
- L'uomo dei miracoli (The Man Who Could Work Miracles), regia di Lothar Mendes (1936)
- Le tre spie (Dark Journey), regia di Victor Saville (1937)
- La contessa Alessandra o L'ultimo treno da Mosca (Knight Without Armour), regia di Jacques Feyder (1937)
- L'avventura di Lady X (The Divorce of Lady X), regia di Tim Whelan 1938
- Il principe Azim (The Drum), regia di Zoltán Korda (1938)
- Le quattro piume (The Four Feathers), regia di Zoltán Korda (1939)
- Il ladro di Bagdad (The Thief of Bagdad), regia di Ludwig Berger, Michael Powell, Tim Whelan - non accreditato (1940)
- I cinque segreti del deserto (Five Graves to Cairo), regia di Billy Wilder (1943)
- Scandalo a corte (A Royal Scandal), regia di Otto Preminger (1945)
- Un marito ideale (An Ideal Husband), regia di Alexander Korda (1947)